# Robopus roseicollis
Robopus roseicollis is een keversoort uit de familie glimwormen (Lampyridae). De wetenschappelijke naam van de soort is voor het eerst geldig gepubliceerd in 1853 door Motschulsky.